# 姚繼勉
姚繼勉，號紹泉。安徽廬江縣人，清朝政治人物。同進士出身。

## 生平
姚繼勉於道光二十三年（1843年）考中癸卯科舉人，道光二十七年（1847年）中式丁未科張之萬榜三甲進士。即用山東知縣，厯署鄒縣、臨淄知縣，升兗州同知。光緒《廬江縣志》有傳。